# Поноша
Поноша — река в Московской области России, левый приток Москвы-реки.
Протекает в юго-восточном направлении по территории Рузского городского округа, последние 400 метров — вдоль границы с Одинцовским городским округом. Длина — 15 км.
Берёт начало у деревни Новогорбово, впадает в Москву-реку в 15 км ниже станции Тучково Смоленского направления Московской железной дороги. Аналогично соседним москворецким притокам — Руздельке, Жуковке и Гнилуше — часто используется туристами как начальный этап походов к озеру Глубокому.
Питание в основном происходит за счёт талых снеговых вод. Замерзает обычно в середине ноября, вскрывается в середине апреля:7—8.
На реке расположены населённые пункты Кривошеино, Апальщино, Колюбакино, Высоково, Крюково и Алтыново (от истока к устью).
В 2008 году организован природный резерват местного значения «Верховые болота лесных водоразделов рек Жуковка и Поноша».